# Eriborus achalicus
Eriborus achalicus là một loài tò vò trong họ Ichneumonidae.